# PalaFacchetti
Il PalaFacchetti è un impianto sportivo polivalente italiano con sede a Treviglio.
Dal 28 febbraio 2007 è intitolato a partire a Giacinto Facchetti, ex calciatore e presidente dell'Inter, nativo proprio di Treviglio. La capienza massima è di 2 880 posti per le manifestazioni sportive e di 3 640 per i concerti.

## Storia
Inaugurato ufficialmente il 6 ottobre 1996.
Il palazzetto dello sport ha ospitato fino al 2024 gli incontri casalinghi della Blu Basket 1971 Treviglio, squadra di pallacanestro di Serie A2.
In passato ha ospitato occasionalmente partite del Volley Bergamo in occasione della Champions League di pallavolo femminile.
La struttura è utilizzata inoltre per celebrare capodanni, cresime e per ospitare concerti.
Il 12 e il 13 febbraio 2013 ha inoltre ospitato due amichevoli tra le nazionali di calcio a 5 di Italia e Portogallo.
Dalla stagione 2023-2024 della Serie A1 di pallavolo femminile ospita le partite casalinghe del Volley Bergamo 1991.
Dalla stagione 2024-2025 ospita le partite casalinghe della Treviglio Brianza Basket nel campionato Serie B Nazionale.